# Döring (Breslauer Patriziergeschlecht)

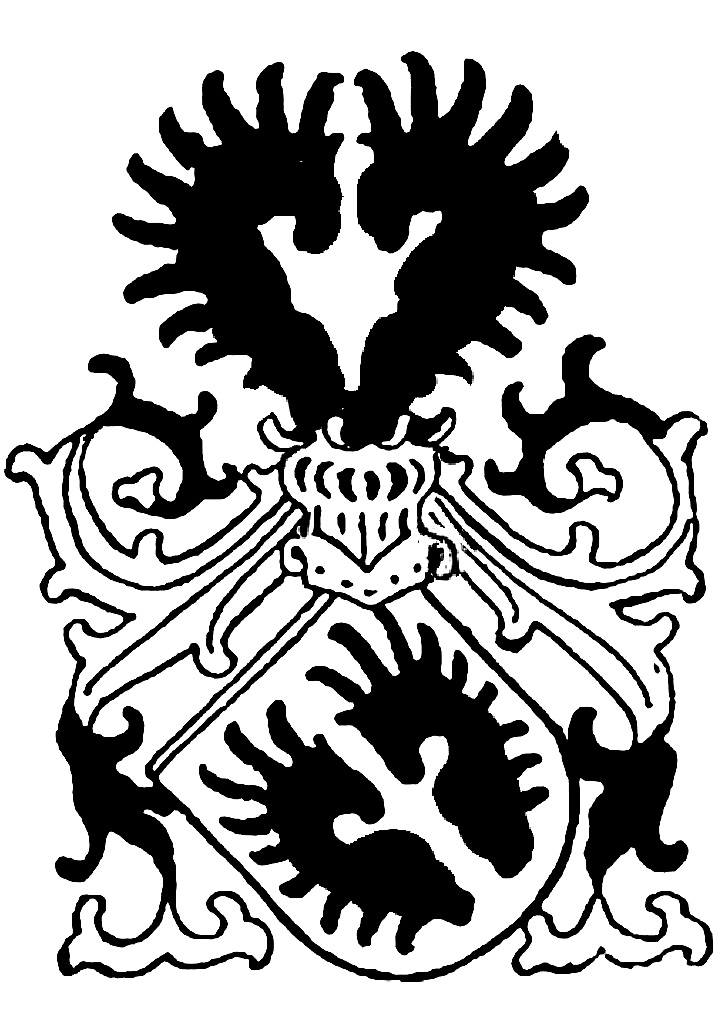
Wappen der Döring zu Breslau

Döring (auch Doering, Dorynk, Doringi, Duringus, Thuringus, Thoringus) ist der Name eines Breslauer Patriziergeschlechts in Thüringen, das vermutlich im 13. Jahrhundert aus dem Meißner Land in Breslau zugewandert ist, wo drei Angehörige im 14. Jahrhundert dem Rat angehörten. Begütert waren sie in den Herzogtümern Breslau und Oels.

## Geschichte
Die Döring waren vermutlich adligen Ursprungs, da der erste Ratsherr Heinrich/Henricus bereits 1307 unter anderen Adligen auf einer Urkunde als Zeuge auftritt. Zudem ist für das Jahr 1340 ein Paul „Doering“ in Breslau belegt. Er war Ritter des Johanniterordens, der nur Adlige aufnahm. Seit Beginn des 15. Jahrhunderts finden sich für die Döring in Breslau keine Belege mehr. Vermutlich haben sie sich von dort abgewendet. Nach einem Epitaph in der Glogauer Pfarrkirche wurde dort am 4. April 1517 ein Nikolaus „Döring“ bestattet. Es ist möglich, dass dieser im Mannesstamm der letzte Angehörige des Breslauer Patriziergeschlechts war.

## Stammliste
1. Heinrich/Henricus „Duringus“ wurde 1314 als Schöffe in den Breslauer Rat gewählt. Für die Jahre 1329 und 1333 ist er mit der Schreibweise „Thoringus“ als zweiter Ratsmann belegt. Er war Herr auf Bahra im Fürstentum Breslau, außerdem gehörten ihm Anteile von Lutaschine (vermutlich Luzine im Weichbild Trebnitz) sowie Schwoitsch[1] im Herzogtum Oels.[2] Mit seinen beiden Schwiegersöhnen erwarb er eine Mühle sowie das Vorwerk in Romberg.
  1. Tochter N. N., ⚭ mit dem Ratsherrn Hans von Krakau
  2. Tochter N. N., ⚭ mit dem Ratsherrn Gisco von Glesil
2. Günther/Guntherus „Duringus“, auch „Thoringus“, gehörte dem Rat von 1319 bis 1339 als Schöffe bzw. als Konsul an. Er war Herr auf Groß-Mochbern.
3. Peter (Petrus, auch Peczold / Petzold) „Doring“ d. Ä., auch „Dorynk“ war von 1372 bis 1384 Ratmann. Seit 1364 gehörte ihm Alt-Gandau, 1367 bis 1377 war er Herr auf Grünhübel.
  1. Peter (Peczold) d. J. war der dritte Ratsherr der Familie. Er war ein erfolgreicher Kaufmann, der vor allem am Handel mit Flandern beteiligt war. 1371 besorgte er in Brügge zusammen mit Johann Gotke 850 Gulden für Arnold der Laucina, der als päpstlicher Kollektor für Böhmen, Ungarn und Polen zuständig war. Auch Johann und Nikodemus Döring waren an solchen Geldgeschäften beteiligt, ihr verwandtschaftliches Verhältnis zu Peter d. J. ist allerdings nicht geklärt. Mit seinen Brüdern Lutold und Kristan besaß er 1367 das Gut Jäschgüttel. 1387 spendete er für die Elisabethkirche einen Altar.
  2. Lutold „Dorinck“ besaß 1367 zusammen mit seinen Brüdern Peter d. J. und Kristan das Gut Jaschgüttel. 1368 stand er im Dienst des Oelser Herzogs Heinrich I.[3]
  3. Kristan besaß 1367 zusammen mit seinen Brüdern Peter d. J. und Lutold das Gut Jaschgüttel. 1374 erwarb er in der Breslauer Nikolaigasse das Haus, das schon Peter d. Ä. besessen hatte.

## Wappen
Blasonierung: Das Stammwappen zeigt auf silbernem Grund ein schwarzer offener Adlerflug; auf dem Helm mit schwarz-silbernen Helmdecken ein offener schwarzer Flug.